# Fats Elpídio
Fats Elpídio, nome artístico de Elpídio Sales Meneses Pessoa (Paudalho, Pernambuco, 7 de julho de 1913 – 1975) foi um pianista e compositor brasileiro.

## Carreira
Exímio pianista, iniciou sua carreira em 1930, em Recife, Pernambuco, na Orquestra de Jonas Silva. Constituiu, posteriormente, o grupo Irmãos Pessoa, com os pais e o irmão, o também pianista e pistonista, Ayres Pessoa, o "Pernambuco", apresentando-se em clubes e rádios de Recife.
Transferiu-se para o Rio de Janeiro em 1937, contratado pela Orquestra de Romeu Silva, quando fez apresentações no Cassino Beira Mar. No Fluminense Football Clube, no Rio de Janeiro, em 1938, realizou o primeiro show de jazz no Brasil.
Em 1940 fez apresentação na Argentina, atuando na Orquestra Fon Fon.
Atuou na boate Vogue, entre 1953 e 1954, com Moacir Silva, e na orquestra do Hotel Copacabana Palace, na mesma época.
Integrou a Orquestra do Maestro Zaccarias e a Orquestra Tabajara do Maestro Severino Araújo.
Com a Orquestra do Maestro Zaccarias, fez exibições no Uruguai e gravou vários discos.
Fats Elpídio gravou músicas de Ary Barroso, Lamartine Babo, Rubens Soares, Zequinha de Abreu, Valdemar de Abreu, Alberto Ribeiro, Marguerite Monnot, Roberto Martins, "Nonô" Romualdo Peixoto, Ari Monteiro, Loesser, e Young e Heyman.
A Orquestra do Maestro Zaccarias gravou seu choro "Gafanhoto", em 1947.
O conjunto "Fats Elpídio e seu ritmo" gravou "Diga que sim" de Roberto Martins e Ari Monteiro, interpretado por Carmélia Alves e  "Tic tac do meu relógio" de Valdemar de Abreu, também interpretado por Carmélia Alves, com o Quarteto de Bronze, na Continental, em 1949.
Com Britinho, Fats gravou "Galinha no choco" de Valdemar de Abreu e Alberto Ribeiro e "Uma tarde na Victor", choro que compôs com Britinho, em 1952.

Em 1960, participou na primeira fase do movimento da Bossa Nova, gravando três excelentes discos solos "Piano Bossa Nova (1960) pela RCA Victor, "Samba da Madrugada" (1962), pela Masterplay, "Fat's Samba" (1964) pela Copacabana, e, em 1963, o emblemático e maravilhoso "Sexteto de Jazz Moderno", pela RCA Victor, participando como integrante ao lado Jorginho no sax-alto, Aurino Ferreira no sax-baritono, José Menezes na guitarra, Plinio na bateria e Paulo no contrabaixo. Contendo 6 faixas, o Lp era uma sensação para a época, com uma marcação rítmica dos princípios da Bossa Nova e improvisações de alto nível característico do Jazz norte-americano, algumas faixas chegavam a mais de 8 minutos de execução, como podemos observar nos clássicos "Samba de Uma Nota Só", "Desafinado" - estas de Antônio Carlos Jobim e Newton Mendonça e o "Barquinho" de Roberto Menescal e Ronaldo Bôscoli, entre outras.  
Em 1969 passou a integrar a Orquestra Tabajara de Severino Araújo, na qual permaneceu por três anos.
Gravou com Elza Soares em 1971 e fez shows com Eliana Pittman, em 1972, no Teatro Casa Grande no Rio de Janeiro.
Gravou "Nosso adeus", um choro que compôs com  Britinho, e outros discos, também com o pianista Britinho, seu parceiro. Seu repertório era extenso, incluia jazz, choro, samba e bossa nova.
Fats Elpidio atuou na Orquestra da TV Excelsior e foi premiado na Rádio MEC e TV Tupi.
O Glossário do Jazz, que foi utilizado no verbete, estabelece o falecimento de Fats Elpídio no ano de 1975, mas a foto com o maestro Paulo Moura, e com a legenda "Paulo Moura e o pianista e compositor Fats Elpídio no Hotel Meridien em Copacabana", é datada de 1985, certamente ele não faleceu em 1975, mas sim, em 1985, ou, no máximo, dois anos depois.

## Composições
Composições de Fats Elpidio

## Discografia
Discografia de Fats Elpidio
Mais da discografia
- Fats Elpidio, Fats Samba, 1964

- Sexteto de Jazz Moderno, Bossa Nova, 1963

- Fats Elpidio, Samba da Madrugada, 1962

- Fats Elpidio, Piano Bossa Nova, 1960 [4]